# Канцелар Аустрије
Канцелар Аустрије (  ' Федерални канцелар Републике Аустрије) је шеф владе Аустријске Републике. Канцелар предсједава и води владу, коју чине он, замјеник канцелара и министри. Заједно са председником, који је шеф државе, влада формира извршно руководство земље. 
Аустрија је парламентарна република, систем власти у којем је стварна власт дата шефу владе. Међутим, у Аустрији већину извршних радњи у великој мјери може извршити само предсједник, по савјету или са потписом канцелара. Стога канцелар често тражи од предсједника одобрење да спроведе веће одлуке. Осим тога, ни министри ни замјеник канцелара не дају извјештај канцелару.
У парламенту, канцеларова моћ зависи од величинепарламентарне групе са којом је повезан. У случају коалиционе владе, канцелар је обично вођа странке која је најзаступљенија у Националном вијећу, а вођа странке која је у стању да донесе већину, обично служи као замјеник канцелара.
Први аустријски суверени шеф владе био је државни канцелар Аустријског царства, положај који је имао само Клеменс фон Метерних. Ова титула је касније преименована у министра-председника аустријског царства и тај је назив носила све до распада Аустроугарске. Први шеф владе након монархије био је државни канцелар немачко-аустријске владе, канцеларија која је поново имала само једна особа; Карл Ренер. Након што су савезничке силе одбиле савез између Аустрије и Немачке, канцеларија је преименована у само државног канцелара Аустрије и касније промењена у савезног канцелара, који је остао коначни облик позиције до данас.
Службена и извршна резиденција канцелара је канцеларија која се налази на Ballhausplatz у центру Беча. Канцелара, као и владу, именује предсједник, а предсједника може и разријешити.
Садашњи канцелар је Кристијан Стокер од 3. марта 2025.

## Историја
Употреба израза канцелар (Kanzler, изведен је из лат. cancellarius ) као шеф службе канцеларије за писање, чије постојање потиче из деветог века, када је под краљем Лудвигом немачком служба архи-канцелара (Erzkanzler), касније царског канцелара (Reichserzkanzler), створен као високи чиновник у служби Светог римског цара. Задатак је обично испуњавао кнез-архиепископ из Мајнца као архи-канцелар немачке земље.
Током империјалне реформе, хабсбуршки цар Максимилијан I је 1498. покушао да се супротстави духовној моћи Reichserzkanzler са секуларнијом позицијом империјалног канцелара (Hofkanzler), али су се ове два позиције касније спојиле. То су била и времена када су настојали уравнотежити империјални апсолутизам стварањем империјалних влада (Reichsregiment), што им није пошло за руком.

### Хабсбуршка монархија
Ипак, када је Макимилиана налиједио његов унук Фердинанд I као надвојвода Аустрије 1521. године, његов старији брат цар Карло V (1519—1556) именовао је Мекурина Гатинару као "Великог канцелара свих доменима и краљевства краља" (Großkanzler aller Länder und Königreiche). Посебан положај једног аустријског канцелара суда појавио као Österreichische Hofkanzlei око 1526. године, када је Хабсбуршке монархије настала од Бохемијског и Мађарског наслеђа; међутим, још једном се спојила са еквивалентном канцеларијом Reichshofkanzlei Светог римског царства 1559. године.
Након битке на Белој планини 1620. године и сузбијања бохемијске побуне, цар Фердинанд II створио је посебне судске канцеларије како би ојачао јединство хабсбуршких насљедних земаља. Поред бохемијске и мађарске канцеларије, он је основао канцеларију аустријског канцелара у Бечу, задужену за право надвојводине Аустрије (тј. Горња и Доња Аустрија) са унутрашњим аустријским територијама и Тиролом. Под царем Леополда I (1658–1705) термин је поново постао Hofkanzler са Јоханом Паулом Фреихером фон Хокером (1667–1683) и Теодором фон Стратман (1683–1693).
У осамнаестом веку доминирао је принц Вензел Антон из Кауниц-Ритберга (1753–1792), који је био канцелар четири хабсбуршка цара од Марије Терезије до Фрање II, са титулом Hofkanzler као и [./https://en.wikipedia.org/wiki/Staatskanzler Staatskanzler]. Наследио га је Јохан Филип фон Кобензи (1792–1793), којег је цара Фрањо II разрешио због подјеле Пољске, а наследио га је Јохан Амадеус Францис де Паула (Барон Тхогот) (1793–1800). Канцелар Тхогот је изгубио своју позицију након аустријског пораза од Француза у борби за Маренго и Хоенлинден па је 1800 он замјењен са Јоханом Лудвигом Јозефом Кобензијем (1800—1805), рођаком свог претходника, али који добио отказ после аустријског пораза у Аустерлицу 1805.

### Аустријско царство
Након распадања Светог римског царства и оснивања Аустријског царства, Фрањо II се одрекао некадашњег царског трона, али је остао цар Фрањо I од Аустрије 1806. године. Он је претходне године заменио Кобензија са Јоханом Филипом Чарлсом Стадионом (1805—1809), али је његова каријера прекинута 1809. године, након још једног аустријског пораза од Наполеона у бици код Ваграма и накнадног понижења на мировном споразуму у Шенбруну. Принц Клеменс фон Метерних је постављен од стране Фрање I на позиције Hofkanzler и Staatskanzler (1821—1848). Међутим, постоји мишљење да се наслов канцелара није користио између оставке принца Кауница-Ритберга 1792. и 1821. Пошто је Метернихов систем постао синоним за његову реакционарну политику, титула државног канцелара је укинута након револуције 1848. Та позиција је постала позиција министра-предсједника Аустрије, еквивалентна премијеру, са изузетком грофа Фридриха Фердинанда фон Бајста (1867–1871) се поново појављује на стварању Њемачке Аустрије након Први светског рата 1918. године, када је Карл Ренер именован за Staatskanzler. Доношењем Устава Аустрије 10. новембра 1920. године, термин Bundeskanzler је примењен као шеф извршне гране Прве Аустријске Републике.

## Именовање
Канцелара именује и заклиње предсједник. Теоретски, предсједник може именовати било кога ко може бити изабран у Национални вијећа, што у суштини значи било који држављанин Аустрије старији од 18 година. У пракси, канцелар није у стању да управља ако он или она нема повјерење Националног вијећа. Из тог разлога, канцелар је обично лидер највеће странке у Националном вијећу, или старији партнер у коалиционој влади. Значајан изузетак се десио након избора 1999. године. Странка слободе освојила је највише мјеста и ушла у коалицију са Народном странком. Иако би то нормално довело до тога да је лидер Партије слободе Јорг Хајдер канцелар, њега су сматрали превише контроверзним да би био члан кабинета, а камоли канцелар. Тако је он одступио у корист лидера Народне странке Волфганг Шисела.
Канцелар није ограничен бројем мандата. Као ствар уставне конвенције, канцелар обично даје оставку председнику након распуштања Националног вијећа. Председник обично одбија и усмерава канцелара и његов или њен кабинет да дјелују као владајућа влада док се не састане нови Национални савет и када се појави нови лидер већине. У ствари, устав изричито охрабрује предсједника да користи канцелара као свог привременог насљедника.
Канцелар се обично именује или отпушта заједно са својим министрима, што значи цијела влада. Технички, предсједник може именовати само министре по савјету канцелара, тако да је канцелар први именован. Након што је положио заклетву, канцелар даје председнику своју листу министара; обично ће бити постављени само неколико минута касније. Ни канцелари ни министри не морају бити потврђени ни од једног дома парламента; именовани су у потпуности способни да обављају функције својих служби одмах након што су положили заклетву.
Национално вијеће може натерати председника да смени канцелара или министра путем гласања о неповјерењу. Председник је уставно обавезан да смени члана кабинета кога Национално вијеће прогласи непожељним. Опозиционе странке ће понекад скупљати гласове о неповјерењу министрима, а повремено и цијелом кабинету, како би показали критике; не очекује се да ће ови гласови проћи и никада и нису.

## Улоге и овлаштења
Канцелар предсједава састанцима кабинета. Устав не даје канцелару овлашћење да издаје упутства министрима; она карактерише његову или њену улогу у кабинету као и улогу primus inter pares. Овлашћење канцелара да одређује политику дјелимично произилази из његовог престижа, дијелом због чињенице да је предсједник дужан смијенити министре које канцелар захтјева да се смјене, а дијелом из канцеларске позиције водства у странци или коалицији која контролишe Национално вијеће.
Већина чланова Устава у којима се помиње канцеларија канцелара задужује актуелног кандидата да овјерава одлуке предсједника или разних уставних тијела, осигуравајући да се те одлуке уредно најављују јавности или да дјелују као посредници између различитих огранака влада. Конкретно, канцелар 
- предаје нацрте закона које доноси Национално вијеће председнику ради сертификације,
- супотписује потврде о рачунима које је подњео председник,[13]
- објављује законе који тако постају закони,
- објављује уговоре које је Република Аустрија потписала по ратификацији,[14]
- објављује одлуку Уставног суда којом се поништавају закони или извршни налози,[15]
- објављује резултате председничких избора,[16]
- објављује измјене Пословника о раду које је усвојило Федерално вијеће,[17]
- супотписује одлуке које је донела Федерална скупштина,[18]
- објављује ратне декларације,[18] и
- обавештава покрајинске владе о законима које доноси Национално вијеће и који захтевају њихово пристајање да би постали закон.[19]

Канцелар такође сазива Федералну скупштину ако Национално вијеће покрене смену председника или ако Национално вијеће покрене поступак за укидање имунитета председника од кривичног гоњења. У првом случају, Федерална скупштина гласа да ли да дозволи референдум о том питању. У потоњем случају, потребна је сагласност Федералне скупштине да би се укинуо имунитет председника.
Коначно, канцелар постаје вршилац дужности предсједника ако је предсједник онеспособљен. Међутим, ако предсједник остане онеспособљен након двадесет дана, улога вршиоца дужности предсједника се преноси на три предсједника Националног вијећа.

## Списак канцелара
- Списак аустријских канцелара

## Живи бивши канцелари
Постоји осам бивших аустријских канцелара који су још увијек живи: 
- Бивши канцелари Аустрије који су још живи
- Франц Враницки 
(1986-1992)
 10. октобар 1937.
- Волфганг Шисел 
(2000-2007)
 7. јун 1945.
- Виктор Клима
(1997–2000)
4. јун 1947.
- Алфред Гузенбауер
(2007–2008)
8. фебруар 1960.
- Вернер Фајман 
(2008-2016)
 7. јун 1945.
- Кристијан Керн 
(2016-2017)
 4. јануар 1966.
- Александар Шаленберг 
(2021-2021)
 20. јун 1969.
- Себастијан Курц 
(2017-2019) (2020-2021)
 27. август 1986.
- Карл Нехамер 
(2021-2025)
 18. октобар 1972.